# NHL Amateur Draft 1976
L'NHL Amateur Draft 1976 è stato il 14º draft della National Hockey League. Si è tenuto il 1º giugno 1976 presso gli uffici della National Hockey League di Montréal.
Il quattordicesimo draft della National Hockey League si svolse ancora via teleconferenza presso gli uffici della National Hockey League di Montréal continuando la lotta a distanza contro la lega rivale della World Hockey Association. Per la prima volta le squadre si rivolsero all'ufficio del Central Scouting Service per selezionare i migliori prospetti; in una politica di riduzione dei costi il numero di giocatori scelti nel 1976 crollò a soli 135, anche a causa del maggior numero di giovani scelti nel 1974 anche sotto i 20 anni di età. Per quest'edizione ci si accordò per non ingaggiare giocatori minorenni. Le difficoltà finanziarie avevano però già colpito gravemente due franchigie della NHL, i Kansas City Scouts e i California Golden Seals, costrette quella stessa estate a trasferirsi rispettivamente a Denver e a Cleveland. Fra le 135 scelte del 1976 23 furono di giocatori provenienti dagli Stati Uniti, mentre sul fronte europeo vennero selezionati cinque atleti dalla Svezia, due dalla Finlandia e il primo in assoluto dalla Svizzera. I California Golden Seals entrarono nella storia selezionando come loro prima scelta assoluta, in 5ª posizione, un giocatore europeo, lo svedese Björn Johansson.
I Washington Capitals selezionarono il difensore Rick Green dai London Knights, i Pittsburgh Penguins invece come seconda scelta puntarono sull'ala destra Blair Chapman, proveniente dai Saskatoon Blades, mentre i California Golden Seals scelsero in terza posizione il centro Glen Sharpley dei Hull Festivals. Fra i 135 giocatori selezionati 83 erano attaccanti, 39 erano difensori mentre 13 erano portieri. Dei giocatori scelti 73 giocarono in NHL, 8 vinsero la Stanley Cup mentre solo Bernie Federko entrò a far parte della Hockey Hall of Fame.

## Turni
|  | = NHL All-Star |  |  | = NHL All-Star e NHL All-Star Team |  |  | = Membro della Hall of Fame |

Legenda delle posizioni

A = Attaccante   AD = Ala destra   AS = Ala sinistra   C = Centro   D = Difensore   P = Portiere

### Primo giro
| #  | Giocatore              | Nazionalità | Squadra NHL                                  | Squadra di provenienza        |
| -- | ---------------------- | ----------- | -------------------------------------------- | ----------------------------- |
| 1  | Rick Green (D)         | Canada      | Washington Capitals                          | London Knights (OMJHL)        |
| 2  | Blair Chapman (AD)     | Canada      | Pittsburgh Penguins (da Kansas City)         | Saskatoon Blades (WCHL)       |
| 3  | Glen Sharpley (C)      | Canada      | Minnesota North Stars                        | Hull Olympiques (QMJHL)       |
| 4  | Fred Williams (C)      | Canada      | Detroit Red Wings                            | Saskatoon Blades (WCHL)       |
| 5  | Björn Johansson (D)    | Svezia      | California Golden Seals                      | Örebro (Elitserien)           |
| 6  | Don Murdoch (AD)       | Canada      | New York Rangers                             | Medicine Hat Tigers (WCHL)    |
| 7  | Bernie Federko (C)     | Canada      | St. Louis Blues                              | Saskatoon Blades (WCHL)       |
| 8  | David Shand (D)        | Canada      | Atlanta Flames (da Vancouver)                | Peterborough Petes (OMJHL)    |
| 9  | Réal Cloutier (AD)     | Canada      | Chicago Black Hawks                          | Quebec Nordiques (WHA)        |
| 10 | Harold Phillipoff (AS) | Canada      | Atlanta Flames                               | New Westminster Bruins (WCHL) |
| 11 | Paul Gardner (C)       | Canada      | Kansas City Scouts (da Pittsburgh)           | Oshawa Generals (OMJHL)       |
| 12 | Peter Lee (C)          | Canada      | Montreal Canadiens (da Toronto)              | Ottawa 67's (OMJHL)           |
| 13 | Rod Schutt (AS)        | Canada      | Montreal Canadiens (da Los Angeles)          | Sudbury Wolves (OMJHL)        |
| 14 | Alex McKendry (AD)     | Canada      | New York Islanders                           | Sudbury Wolves (OMJHL)        |
| 15 | Greg Carroll (C)       | Canada      | Washington Capitals (da Buffalo via Atlanta) | Medicine Hat Tigers (WCHL)    |
| 16 | Clayton Pachal (AD)    | Canada      | Boston Bruins                                | New Westminster Bruins (WCHL) |
| 17 | Mark Suzor (D)         | Canada      | Philadelphia Flyers                          | Kingston Canadians (OMJHL)    |
| 18 | Bruce Baker (AD)       | Canada      | Montreal Canadiens                           | Ottawa 67's (OMJHL)           |

### Secondo giro
| #  | Giocatore               | Nazionalità | Squadra NHL                                        | Squadra di provenienza         |
| -- | ----------------------- | ----------- | -------------------------------------------------- | ------------------------------ |
| 19 | Greg Malone (C)         | Canada      | Pittsburgh Penguins (da Washington)                | Oshawa Generals (OMJHL)        |
| 20 | Brian Sutter (AS)       | Canada      | St. Louis Blues (da Kansas City)                   | Lethbridge Broncos (WCHL)      |
| 21 | Steve Clippingdale (AS) | Canada      | Los Angeles Kings (da Minnesota)                   | New Westminster Bruins (WCHL)  |
| 22 | Reed Larson (D)         | Stati Uniti | Detroit Red Wings                                  | Minnesota Gophers (NCAA)       |
| 23 | Vern Stenlund (C)       | Canada      | California Golden Seals                            | London Knights (OMJHL)         |
| 24 | Dave Farrish (D)        | Canada      | New York Rangers                                   | Sudbury Wolves (OMJHL)         |
| 25 | John Smrke (AS)         | Canada      | St. Louis Blues                                    | Toronto Marlboros (OMJHL)      |
| 26 | Bob Manno (D)           | Canada      | Vancouver Canucks                                  | St. Catharines B.Hawks (OMJHL) |
| 27 | Jeff McDill (AD)        | Canada      | Chicago Black Hawks                                | Victoria Cougars (WCHL)        |
| 28 | Bobby Simpson (AS)      | Canada      | Atlanta Flames                                     | Sherbrooke Castors (QMJHL)     |
| 29 | Peter Marsh (AD)        | Canada      | Pittsburgh Penguins                                | Sherbrooke Castors (QMJHL)     |
| 30 | Randy Carlyle (D)       | Canada      | Toronto Maple Leafs                                | Sudbury Wolves (OMJHL)         |
| 31 | Jim Roberts (AS)        | Canada      | Minnesota North Stars (da Los Angeles via Detroit) | Ottawa 67's (OMJHL)            |
| 32 | Mike Kaszycki (C)       | Canada      | New York Islanders                                 | S.S. Marie Greyhounds (OMJHL)  |
| 33 | Joe Kowal (AS)          | Canada      | Buffalo Sabres                                     | Hamilton Fincups (OMJHL)       |
| 34 | Lorry Gloeckner (D)     | Canada      | Boston Bruins                                      | Victoria Cougars (WCHL)        |
| 35 | Drew Callander (C)      | Canada      | Philadelphia Flyers                                | Regina Pats (WCHL)             |
| 36 | Barry Melrose (D)       | Canada      | Montreal Canadiens                                 | Kamloops Chiefs (WCHL)         |

### Terzo giro
| #  | Giocatore            | Nazionalità | Squadra NHL                        | Squadra di provenienza           |
| -- | -------------------- | ----------- | ---------------------------------- | -------------------------------- |
| 37 | Tom Rowe (AD)        | Stati Uniti | Washington Capitals                | London Knights (OMJHL)           |
| 38 | Mike Kitchen (D)     | Canada      | Kansas City Scouts                 | Toronto Marlboros (OMJHL)        |
| 39 | Don Jackson (D)      | Stati Uniti | Minnesota North Stars              | Notre Dame Fighting Irish (NCAA) |
| 40 | Fred Berry (C)       | Canada      | Detroit Red Wings                  | New Westminster Bruins (WCHL)    |
| 41 | Mike Fidler (AS)     | Stati Uniti | California Golden Seals            | Boston U. Terriers (ECAC)        |
| 42 | Mike McEwen (D)      | Canada      | New York Rangers                   | Toronto Marlboros (OMJHL)        |
| 43 | Jim Kirkpatrick (D)  | Canada      | St. Louis Blues                    | Toronto Marlboros (OMJHL)        |
| 44 | Rob Flockhart (AS)   | Canada      | Vancouver Canucks                  | Kamloops Chiefs (WCHL)           |
| 45 | Thomas Gradin (C)    | Svezia      | Chicago Black Hawks                | MODO (Elitserien)                |
| 46 | Rick Hodgson (D)     | Canada      | Atlanta Flames                     | Calgary Centennials (WCHL)       |
| 47 | Morris Lukowich (AS) | Canada      | Pittsburgh Penguins                | Medicine Hat Tigers (WCHL)       |
| 48 | Alain Belanger (AD)  | Canada      | Toronto Maple Leafs                | Sherbrooke Castors (QMJHL)       |
| 49 | Don Moores (C)       | Canada      | Los Angeles Kings                  | Kamloops Chiefs (WCHL)           |
| 50 | Garth MacGuigan (C)  | Canada      | New York Islanders                 | Montreal Juniors (QMJHL)         |
| 51 | Ron Zanussi (AD)     | Canada      | Minnesota North Stars (da Buffalo) | London Knights (OMJHL)           |
| 52 | Gary McFadyen (AD)   | Canada      | Toronto Maple Leafs (da Boston)    | Hull Olympiques (QMJHL)          |
| 53 | Craig Hanmer (D)     | Stati Uniti | Philadelphia Flyers                | Mohawk Valley Comets (NAHL)      |
| 54 | Bill Baker (D)       | Stati Uniti | Montreal Canadiens                 | Minnesota Gophers (NCAA)         |

### Quarto giro
| #  | Giocatore             | Nazionalità | Squadra NHL                      | Squadra di provenienza          |
| -- | --------------------- | ----------- | -------------------------------- | ------------------------------- |
| 55 | Al Glendinnin (D)     | Canada      | Washington Capitals              | Calgary Centennials (WCHL)      |
| 56 | Mike Liut (P)         | Canada      | St. Louis Blues (da Kansas City) | Bowling Green Falcons (NCAA)    |
| 57 | Mike Fedorko (D)      | Canada      | Minnesota North Stars            | Hamilton Fincups (OMJHL)        |
| 58 | Kevin Schamehorn (AD) | Canada      | Detroit Red Wings                | New Westminster Bruins (WCHL)   |
| 59 | Warren Young (C)      | Canada      | California Golden Seals          | Michigan Tech Huskies (NCAA)    |
| 60 | Claude Periard (AS)   | Canada      | New York Rangers                 | Trois-Rivières Draveurs (QMJHL) |
| 61 | Paul Skidmore (P)     | Stati Uniti | St. Louis Blues                  | Boston College Eagles (ECAC)    |
| 62 | Elmer Ray (AS)        | Canada      | Vancouver Canucks                | Calgary Centennials (WCHL)      |
| 63 | Dave Debol (C)        | Stati Uniti | Chicago Black Hawks              | Michigan Wolverines (NCAA)      |
| 64 | Kent Nilsson (AD)     | Svezia      | Atlanta Flames                   | Djurgården (Elitserien)         |
| 65 | Greg Redquest (P)     | Canada      | Pittsburgh Penguins              | Oshawa Generals (OMJHL)         |
| 66 | Tim Williams (D)      | Canada      | Toronto Maple Leafs              | Victoria Cougars (WCHL)         |
| 67 | Bob Mears (P)         | Canada      | Los Angeles Kings                | Kingston Canadians (OMJHL)      |
| 68 | Ken Morrow (D)        | Stati Uniti | New York Islanders               | Bowling Green Falcons (NCAA)    |
| 69 | Rocky Maze (AS)       | Canada      | Buffalo Sabres                   | Edmonton Oil Kings (WCHL)       |
| 70 | Bob Miller (C)        | Stati Uniti | Boston Bruins                    | Ottawa 67's (OMJHL)             |
| 71 | Dave Hynek (AS)       | Canada      | Philadelphia Flyers              | Kingston Canadians (OMJHL)      |
| 72 | Ed Clarey (AD)        | Canada      | Montreal Canadiens               | Cornwall Royals (QMJHL)         |

### Quinto giro
| #  | Giocatore            | Nazionalità | Squadra NHL                            | Squadra di provenienza         |
| -- | -------------------- | ----------- | -------------------------------------- | ------------------------------ |
| 73 | Doug Patey (AD)      | Canada      | Washington Capitals                    | S.S. Marie Greyhounds (OMJHL)  |
| 74 | Rick McIntyre (AS)   | Canada      | Kansas City Scouts                     | Oshawa Generals (OMJHL)        |
| 75 | Phil Verchota (AS)   | Stati Uniti | Minnesota North Stars                  | Minnesota Gophers (NCAA)       |
| 76 | Dwight Schofield (D) | Stati Uniti | Detroit Red Wings                      | London Knights (OMJHL)         |
| 77 | Darcy Regier (D)     | Canada      | California Golden Seals                | Lethbridge Broncos (WCHL)      |
| 78 | Doug Caines (C)      | Canada      | New York Rangers                       | St. Catharines B.Hawks (OMJHL) |
| 79 | Cal Sandbeck (D)     | Stati Uniti | California Golden Seals (da St. Louis) | Denver Pioneers (NCAA)         |
| 80 | Rick Durston (AS)    | Canada      | Vancouver Canucks                      | Victoria Cougars (WCHL)        |
| 81 | Terry McDonald (C)   | Canada      | Chicago Black Hawks                    | Edmonton Oil Kings (WCHL)      |
| 82 | Mark Earp (P)        | Canada      | Atlanta Flames                         | Kamloops Chiefs (WCHL)         |
| 83 | Brendan Lowe (D)     | Canada      | Pittsburgh Penguins                    | Sherbrooke Castors (QMJHL)     |
| 84 | Greg Hotham (D)      | Canada      | Toronto Maple Leafs                    | Kingston Canadians (OMJHL)     |
| 85 | Rob Palmer (D)       | Canada      | Los Angeles Kings                      | Michigan Wolverines (NCAA)     |
| 86 | Mike Hordy (D)       | Canada      | New York Islanders                     | S.S. Marie Greyhounds (OMJHL)  |
| 87 | Ron Roscoe (D)       | Canada      | Buffalo Sabres                         | Hamilton Fincups (OMJHL)       |
| 88 | Peter Vandemark (AS) | Canada      | Boston Bruins                          | Oshawa Generals (OMJHL)        |
| 89 | Robin Lan (P)        | Canada      | Philadelphia Flyers                    | Cornell Big Red (ECAC)         |
| 90 | Maurice Barrette (P) | Canada      | Montreal Canadiens                     | Québec Remparts (QMJHL)        |

### Sesto giro
| #   | Giocatore            | Nazionalità | Squadra NHL                      | Squadra di provenienza           |
| --- | -------------------- | ----------- | -------------------------------- | -------------------------------- |
| 91  | Jim Bedard (P)       | Canada      | Washington Capitals              | Sudbury Wolves (OMJHL)           |
| 92  | Larry Skinner (C)    | Canada      | Kansas City Scouts               | Ottawa 67's (OMJHL)              |
| 93  | Dave Delich (C)      | Stati Uniti | Minnesota North Stars            | Colorado C. Tigers (NCAA)        |
| 94  | Tony Horvath (D)     | Canada      | Detroit Red Wings                | S.S. Marie Greyhounds (OMJHL)    |
| 95  | Jouni Rinne (AD)     | Finlandia   | California Golden Seals          | Lukko Rauma (SM-liiga)           |
| 96  | Barry Scully (AD)    | Canada      | New York Rangers                 | Kingston Canadians (OMJHL)       |
| 97  | Nels Goddard (D)     | Canada      | St. Louis Blues                  | Michigan Tech Huskies (NCAA)     |
| 98  | Rob Tudor (AD)       | Canada      | Vancouver Canucks                | Regina Pats (WCHL)               |
| 99  | John Peterson (P)    | Canada      | Chicago Black Hawks              | Notre Dame Fighting Irish (NCAA) |
| 100 | Don Wilson (D)       | Canada      | Washington Capitals (da Atlanta) | St. Catharines B.Hawks (OMJHL)   |
| 101 | Vic Sirko (D)        | Canada      | Pittsburgh Penguins              | Oshawa Generals (OMJHL)          |
| 102 | Dan Djakalovi (C)    | Canada      | Toronto Maple Leafs              | Kitchener Rangers (OMJHL)        |
| 103 | Larry McRae (P)      | Canada      | Los Angeles Kings                | Windsor Spitfires (OMJHL)        |
| 104 | Yvon Vautour (AD)    | Canada      | New York Islanders               | Laval Titan (QMJHL)              |
| 105 | Don Lemieux (D)      | Canada      | Buffalo Sabres                   | Trois-Rivières Draveurs (QMJHL)  |
| 106 | Ted Olson (AS)       | Canada      | Boston Bruins                    | Calgary Centennials (WCHL)       |
| 107 | Paul Klasinski (AS)  | Stati Uniti | Philadelphia Flyers              | St. Paul Vulcans (MWJHL)         |
| 108 | Pierre Brassard (AS) | Canada      | Montreal Canadiens               | Cornwall Royals (QMJHL)          |

### Settimo giro
| #   | Giocatore           | Nazionalità | Squadra NHL           | Squadra di provenienza       |
| --- | ------------------- | ----------- | --------------------- | ---------------------------- |
| 109 | Dale Rideout (P)    | Canada      | Washington Capitals   | Flin Flon Bombers (WCHL)     |
| 110 | Jeff Barr (D)       | Stati Uniti | Minnesota North Stars | Michigan St. Spartans (NCAA) |
| 111 | Fern LeBlanc (C)    | Canada      | Detroit Red Wings     | Sherbrooke Castors (QMJHL)   |
| 112 | Remi Levesque (C)   | Canada      | New York Rangers      | Québec Remparts (QMJHL)      |
| 113 | Mike Eaves (C)      | Canada      | St. Louis Blues       | Wisconsin Badgers (NCAA)     |
| 114 | Brad Rhiness (C)    | Canada      | Vancouver Canucks     | Kingston Canadians (OMJHL)   |
| 115 | John Rothstein (AD) | Stati Uniti | Chicago Black Hawks   | MN Duluth Bulldogs (NCAA)    |
| 117 | Ray Kurpis (AD)     | Stati Uniti | Philadelphia Flyers   | Austin Mavericks (MWJHL)     |
| 118 | Rich Gosselin (C)   | Canada      | Montreal Canadiens    | Flin Flon Bombers (WCHL)     |

### Ottavo giro
| #   | Giocatore          | Nazionalità | Squadra NHL         | Squadra di provenienza       |
| --- | ------------------ | ----------- | ------------------- | ---------------------------- |
| 119 | Al Dumba (AD)      | Canada      | Washington Capitals | Regina Pats (WCHL)           |
| 120 | Claude Legris (P)  | Canada      | Detroit Red Wings   | Sorel Éperviers (QMJHL)      |
| 121 | Jacques Soguel (C) | Svizzera    | St. Louis Blues     | Davos (LNA)                  |
| 122 | Stu Ostlund (C)    | Canada      | Vancouver Canucks   | Michigan Tech Huskies (NCAA) |
| 123 | John Gregory (D)   | Canada      | Montreal Canadiens  | Wisconsin Badgers (NCAA)     |

### Nono giro
| #   | Giocatore         | Nazionalità | Squadra NHL        | Squadra di provenienza       |
| --- | ----------------- | ----------- | ------------------ | ---------------------------- |
| 124 | Dave Dornseif (D) | Stati Uniti | St. Louis Blues    | Providence Friars (ECAC)     |
| 125 | Bruce Horsch (P)  | Stati Uniti | Montreal Canadiens | Michigan Tech Huskies (NCAA) |

### Decimo giro
| #   | Giocatore         | Nazionalità | Squadra NHL        | Squadra di provenienza        |
| --- | ----------------- | ----------- | ------------------ | ----------------------------- |
| 126 | Brad Wilson (C)   | Stati Uniti | St. Louis Blues    | Providence Friars (ECAC)      |
| 127 | John Tavella (AS) | Canada      | Montreal Canadiens | S.S. Marie Greyhounds (OMJHL) |

### Undicesimo giro
| #   | Giocatore          | Nazionalità | Squadra NHL        | Squadra di provenienza     |
| --- | ------------------ | ----------- | ------------------ | -------------------------- |
| 128 | Dan Hoene (AD)     | Stati Uniti | St. Louis Blues    | Michigan Wolverines (NCAA) |
| 129 | Mark Davidson (AS) | Canada      | Montreal Canadiens | Flin Flon Bombers (WCHL)   |

### Dodicesimo giro
| #   | Giocatore          | Nazionalità | Squadra NHL        | Squadra di provenienza      |
| --- | ------------------ | ----------- | ------------------ | --------------------------- |
| 130 | Goran Lindblom (D) | Svezia      | St. Louis Blues    | Skellefteå AIK (Elitserien) |
| 131 | Bill Wells (AS)    | Canada      | Montreal Canadiens | Cornwall Royals (QMJHL)     |

### Tredicesimo giro
| #   | Giocatore       | Nazionalità | Squadra NHL        | Squadra di provenienza         |
| --- | --------------- | ----------- | ------------------ | ------------------------------ |
| 132 | Jim Bales (P)   | Canada      | St. Louis Blues    | Denver Pioneers (NCAA)         |
| 133 | Ron Wilson (AS) | Canada      | Montreal Canadiens | St. Catharines B.Hawks (OMJHL) |

### Quattordicesimo giro
| #   | Giocatore             | Nazionalità | Squadra NHL     | Squadra di provenienza |
| --- | --------------------- | ----------- | --------------- | ---------------------- |
| 134 | Anders Hakansson (AS) | Svezia      | St. Louis Blues | AIK (Elitserien)       |

### Quindicesimo giro
| #   | Giocatore            | Nazionalità | Squadra NHL     | Squadra di provenienza |
| --- | -------------------- | ----------- | --------------- | ---------------------- |
| 135 | Juhani Wallenius (C) | Finlandia   | St. Louis Blues | Lukko Rauma (SM-liiga) |